# 브로묄라시

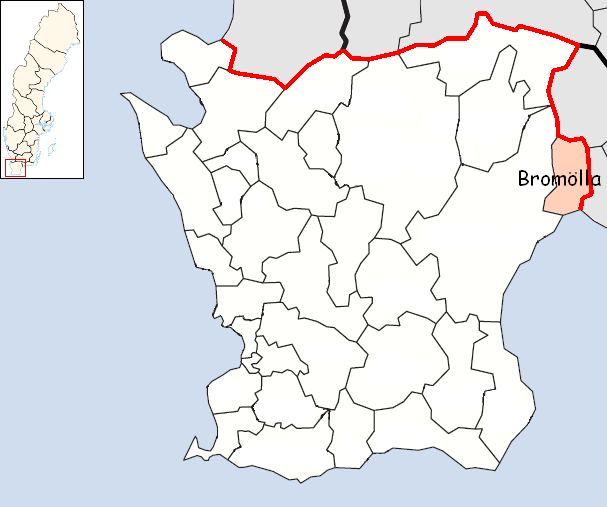
브로묄라 시의 위치

브로묄라시(스웨덴어: Bromölla kommun)는 스웨덴 스코네주에 위치한 지방 자치체로 행정 중심지는 브로묄라이며 면적은 197.14km2, 인구는 12,625명(2016년 12월 31일 기준), 인구 밀도는 64명/km2이다.

시 문장